# Moncada di Paternò
I Moncada di Paternò sono una famiglia nobile italiana, principale ramo dei Moncada di Sicilia, ed una delle più potenti ed influenti famiglie aristocratiche dell'isola, di cui hanno occupato ruoli di vertice a livello politico e militare.
Derivata dall'antica linea dei Conti di Adernò e di Caltanissetta - a sua volta originata da quella catalana dei Baroni di Aitona - ebbe origine nel XVI secolo con Francesco Moncada de Luna, VIII conte di Adernò e XII conte di Caltanissetta, che nel 1565 fu investito del titolo di Principe di Paternò dal Re di Spagna.
Il ramo primigenio si interruppe a inizio XVIII secolo con la morte di Ferdinando Moncada Aragona, VI principe di Paternò, che non lasciò discendenza maschile ma che per fidecommesso agnatizio maschile garantì al cugino la continuazione della dinastia che avvenne, appunto, con il ramo cadetto dei Duchi di San Giovanni e Conti Cammarata, rappresentato da Ferdinando Moncada Gaetani, il cui figlio Luigi Guglielmo Moncada Branciforte fu il VII Principe di Paternò ecc. ecc. e  da cui discendono i membri contemporanei della famiglia.

## Storia

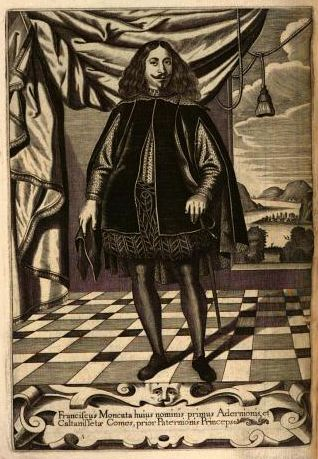
Ritratto di Francesco Moncada, I principe di Paternò, tratta dalla opera del Lengueglia

Il ramo deriva dalla linea antica dei Moncada dei Conti di Adernò e di Caltanissetta originatasi sul finire del XV secolo: i Conti di Adernò nel 1456 si infeudarono la terra di Paternò, nel Val Demone, con Guglielmo Raimondo Moncada Esfonellar, IV conte di Adernò († 1466), che la acquistò dal Regio Demanio per 25.000 fiorini, e su cui assunse il diritto di mero e misto imperio e il titolo di signore per privilegio dato dal re Alfonso V d'Aragona.
Paternò fu elevata a principato sotto la signoria di Francesco Moncada de Luna Rosso, VIII conte di Adernò († 1566), che con privilegio dell'8 aprile 1565 dato dal re Filippo II di Spagna per i servizi politici e militari resi al Regno, e reso esecutivo il 3 giugno 1567, fu investito del titolo di I principe di Paternò. Il Lengueglia nel suo scritto Ritratti della prosapia et heroi Moncadi nella Sicilia del 1627, attribuisce l'elevazione della terra di Paternò da semplice terra baronale a rango di stato principesco da parte del monarca spagnolo - pur essendo uno dei feudi minori dei Moncada - a ragioni storico-politiche e alle caratteristiche naturali del suo territorio, nonché al fatto che vi risiedevano molte famiglie nobili. Detto Francesco, I principe di Paternò, fu capitano d'armi a Siracusa, Catania, Augusta, Val di Noto e Val Demone, stratigoto di Messina (1556-65) e deputato del Regno di Sicilia (1564, 1566). Sposò Caterina Pignatelli Carafa, da cui ebbe nove figli, tra cui Cesare.
Cesare Moncada Pignatelli, II principe di Paternò († 1571), figlio del predetto Francesco, sposò Aloisia de Luna Vega, figlia di Pietro, duca di Bivona, e questo matrimonio portò in dote alla famiglia Moncada il Ducato di Bivona, la Contea di Caltabellotta, la Contea di Sclafani, e le baronie di Caltavuturo, Gulfo, Misilcassimo, San Bartolomeo. Fu vicario generale e capitano d'armi a Siracusa e Catania, e morto nel 1571, l'amministrazione di tutte le proprietà e feudi della famiglia furono assunti dalla vedova Donna Aloisia, che successivamente attraverso abili politiche matrimoniali, contribuì ad accrescere il loro patrimonio: nel 1577, la principessa Aloisia sposò Antonio d'Aragona Cardona, duca di Montalto, che portò in dote ai Moncada il Ducato di Montalto, la Contea di Collesano, la baronia di Bilici, e le signorie di Scillato e delle Due Petralie. I suddetti feudi appartenuti agli Aragona pervennero a Francesco Moncada de Luna Vega, III principe di Paternò († 1592), figlio di Cesare e di Aloisia, attraverso il matrimonio avvenuto nel 1586 con Maria d'Aragona La Cerda, figlia di primo letto del Duca di Montalto, da cui ebbe quattro figli. Fu capitano generale del Regno di Sicilia dal 1591, incaricato nel contrasto delle scorrerie dei Turchi e al banditismo.
Il vasto patrimonio feudale ottenuto attraverso queste acquisizioni dotali, sul finire del XVI secolo consentì ai Moncada del ramo dei Principi di Paternò - già al vertice del potere politico nel Regno di Sicilia - di diventare la famiglia feudale più ricca dell'isola e tra le prime in Europa, contando su un reddito annuale di 50.800 onze. Nel 1592, a soli 23 anni morì il Principe Francesco II, e l'amministrazione dei beni e degli Stati feudali fu nuovamente assunta dalla madre Aloisia, che si occupò anche dell'educazione e della formazione del nipote Antonio d'Aragona Moncada (1589-1631), figlio di Francesco, che divenne IV principe di Paternò e sposò la nobildonna spagnola Juana de la Cerda y de la Cueva, figlia di Juan de la Cerda y Aragón, duca di Medinaceli, da cui ebbe quattro figli. Attraverso questo imparentamento con i Duchi di Medinaceli, i Moncada acquisirono così maggiore importanza e si imposero alle corti spagnole. Il Principe Antonio fu diplomatico in ambito ecclesiastico e governatore della Compagnia della Pace di Palermo (1616, 1623). Nel 1626, assieme alla consorte si ritirò a vita religiosa e donò per testamento i titoli e i feudi al figlio Luigi Guglielmo.
Luigi Guglielmo Moncada La Cerda, V principe di Paternò (1614-1672), ebbe numerosi importanti incarichi politici e titoli da parte della Corona spagnola, quali presidente del Regno di Sicilia (1635-39), viceré di Sardegna (1644-49), viceré di Valencia (1652-58), ambasciatore presso l'imperatore Leopoldo I d'Asburgo, e fu il primo della sua famiglia ad ottenere il Grandato di Spagna (1631). Sposò in prime nozze María Enríquez de Ribera y de Moura, figlia di Fernando, II duca di Alcalá, da cui ebbe un solo figlio, Antonio, morto fanciullo, e in seconde nozze Catalina de Moncada y Castro, figlia di Francisco, III marchese di Aitona, da cui ebbe tre figli, Ferdinando, Giovanni e Federico. Nominato cardinale da papa Alessandro VII nel 1667, gli succedette nei titoli e nei feudi il figlio Ferdinando. Da Ignazio Moncada La Cerda (1619-1689), fratello minore del Principe Luigi Guglielmo, derivò la linea cadetta dei Duchi di San Giovanni. Governatore delle Fiandre, e governatore della Compagnia della Pace di Palermo nel 1679, fu sposato con Anna Maria Gaetani Saccano, figlia di Pietro, principe del Cassaro, e dall'unione nacquero sei figli, tra cui Ferdinando (1646-1712), che fu alto ufficiale dell'Esercito reale spagnolo, viceré di Sardegna (1699-1703, 1710-12), viceré di Navarra (1706), ministro della guerra (1707-09), membro del Consejo de Estado (1709-12), e Grande di Spagna. Nel 1666, sposò la nipote Giovanna Branciforte Moncada (1645-1680), figlia di Girolamo, IV duca di San Giovanni e XI conte di Cammarata, Stati feudali pervenuti in dote alla sua famiglia, di cui il medesimo ebbe investitura il 26 febbraio 1667.
Ferdinando Moncada Aragona, VI principe di Paternò (1644-1713), fu alto ufficiale dell'Esercito reale spagnolo e ricoprì gli incarichi di consigliere di Stato e della guerra (1691), presidente del Consiglio delle Indie (1693-95), presidente del Consiglio di Aragona (1695-99 e 1700), presidente del Consiglio delle Fiandre (1699). Sposato con María Teresa Fajardo y Toledo y Portugal, figlia di Fernando, VI marchese di Los Vélez, ebbe una sola figlia femmina, Caterina (1666-1728), la quale fu erede universale di tutti i titoli e feudi di famiglia. Con la morte di Ferdinando avvenuta nel 1713, si estinse in linea maschile il tronco principale del ramo dei Principi di Paternò, e alla sua unica figlia ed erede le fu contestato il possesso del Principato di Paternò e delle altre terre possedute dall'avo Giovanni Tommaso Moncada Sanseverino, V conte di Adernò e VIII conte di Caltanissetta (1440-1501), perché da queste costituite fin dal 1501 in fedecommesso agnatizio mascolino. La lite giudiziaria contro la figlia del Principe Ferdinando, sposata con Giuseppe Alvarez de Toledo, duca di Ferrandina, per ottenere l'investitura del Principato di Paternò e di tutti gli altri feudi della famiglia, venne promossa da Luigi Guglielmo Moncada Branciforte, VII duca di San Giovanni (†  1743), pretendente alla successione in quanto unico figlio del Duca Ferdinando, il più prossimo erede in linea maschile. Intanto l'investitura dei feudi degli Stati del Principe di Paternò per conto del successore fu data il 24 novembre 1716 a Giuseppe Fernandez de Medrano, deputato presidente di giustizia.
Agitata la lite per lungo tempo nei supremi tribunali del Regno di Sicilia, nel 1747, a Francesco Rodrigo Moncada Ventimiglia (1696-1763), figlio di Luigi Guglielmo, venne data l'investitura a VIII principe di Paternò, e la vertenza si concluse con sentenza definitiva emessa dal Tribunale della Regia Gran Corte nel 1752, che attribuì agli Alvarez de Toledo tutti gli Stati feudali appartenuti ai Duchi di Bivona e ai Duchi di Montalto, mentre al ramo collaterale dei Duchi di San Giovanni attribuì il Principato di Paternò, la Contea di Caltanissetta e feudi come le baronie di Motta Sant'Anastasia e di Melilli. Avverso alla sentenza emessa dalla Gran Corte, Giovanni Luigi Moncada Ruffo, IX principe di Paternò (1743-1827), figlio di Francesco Rodrigo, presentò ricorso, e nel 1797 il Tribunale del Concistoro gli assegnò la Contea di Adernò, le signorie di Biancavilla e Centuripe, e le baronie delle onze 164 annuali sopra i caricatori del Regno, e del Grano Uno del tarì di frumento. Nella stessa sentenza, il Duca di Ferrandina fu condannato a pagare al Principe di Paternò un cospicuo risarcimento di 40.000 scudi, per gli introiti maturati sulle terre che a questi restituiva. Il principe Giovanni Luigi Moncada, avendo ottenuto tutti quei beni e feudi, divenne il più ricco nobile siciliano e di tutta la famiglia. Fu governatore della Compagnia dei Bianchi (1772), deputato del Regno (1770, 1778, 1780, 1794), capitano di giustizia di Palermo (1777-78, 1778-79, 1779-80, 1780-81), e gentiluomo di camera del re Ferdinando IV di Borbone. Dalle due unioni con Agata Branciforte e Branciforte, figlia di Ercole, principe di Scordia, e con Giovanna del Bosco Branciforte, figlia di Vincenzo, principe di Belvedere, ebbe dodici figli. Di questi, il primogenito Francesco Rodrigo Moncada Branciforte (1762-1816), fu alto ufficiale dell'Esercito borbonico, gentiluomo di camera del re Ferdinando IV di Borbone, superiore della Compagnia dei Bianchi di Palermo (1798), e capitano di giustizia di Palermo (1811-12).
I Moncada del ramo dei Principi di Paternò, svolsero un ruolo politico attivo anche dopo la fine del feudalesimo avvenuta in Sicilia nel 1812, e dopo l'Unità d'Italia. La Costituzione siciliana del 1812 concessa dal re Ferdinando III di Borbone, portò all'istituzione del Parlamento siciliano, in cui il Principe di Paternò ottenne di diritto un seggio ereditario. Pietro Moncada Beccadelli di Bologna, X principe di Paternò (1789-1861), figlio di Francesco Rodrigo, fu gentiluomo di camera del Re, senatore di Palermo (1827-28, 1828-29, 1829-30, 1830-31), e parì del Regno di Sicilia nel 1816 e nel 1848. Sposato con Giuseppina Bajada Nobile, figlia di Corrado dei Marchesi di Napoli, ebbe quattro figli, tra cui Corrado, XI principe di Paternò (1820-1895), che nel 1893 fu nominato senatore alla XVIII legislatura del Regno d'Italia. Sposato con Stefania Starrabba Statella, figlia di Francesco Paolo, principe di Giardinelli, il figlio primogenito Pietro, XII principe di Paternò (1862-1920), con il D.M. del 16 ottobre 1900, ottenne riconoscimento ufficiale dei titoli di Principe di Paternò e degli altri titoli ad esso collegati dalla legislazione del Regno d'Italia; l'altro figlio, Francesco Paolo (1863-1941), fu deputato alla XX legislatura, con R.D. del 1925 ottenne concessione del titolo di conte.
Figli del Principe Pietro, avuti dalla consorte Caterina Valguarnera Favara, figlia di Corrado, VII principe di Niscemi, dama di palazzo della Regina d'Italia e dama d'onore e di devozione dell'Ordine di Malta, furono: Ugo, XIII principe di Paternò (1890-1974), imprenditore e deputato alla XXIX legislatura, che fu padre di sette figli avuti dalla consorte Giovanna Lanza Branciforte, figlia di Pietro, XI principe di Trabia, tra cui Uberto, mediatore marittimo (1931-2004), e Ignazio (1932-2012), che fu un'artista; Corrado (1895-1983), dottore in chimica, tenente d'artiglieria di complemento, che con R.D. del 25 luglio 1924, ottenne concessione del titolo di Conte Moncada. Detto Corrado, sposò Teresa Patrizi Naro Montoro, figlia di Giuseppe, marchese di Montoro, da cui ebbe due figli, Guglielmo Raimondo e Giovanni Luigi (1928-2011), quest'ultimo noto come Johnny Moncada, fotografo di moda.
Dai discendenti del principe Ugo Moncada Valguarnera e del fratello minore il conte Corrado, derivano le linee a tutt'oggi fiorenti dei Moncada di Paternò.

## Arma
Lo stemma dei Principi di Paternò risale al 1657, e fu fatto creare da Luigi Guglielmo Moncada La Cerda, V principe di Paternò al frate somasco Giovanni Agostino della Lengueglia, ed è un simbolo che unisce quelli delle famiglie Moncada e Aragona (il ramo dei Duchi di Montalto con cui si sono imparentati), con attorno i colori dei Duchi di Baviera, casato d'origine del capostipite, e due leoni rampanti:
- Blasonatura: inquartato, nel 1° e nel 4°, di nero al leone coronato d'oro, nel 2° e nel 3°, fusato in banda d'argento e di azzurro, che è di Baviera, e sul tutto partito, nel 1°, di Moncada, che è di rosso, ad otto bisanti d'oro, due su due, nel 2°, di Aragona, che è d'oro, a quattro pali di rosso;
- Cimiero: leone coronato d'oro, illeopardito, col capo rivoltato;
- Motto: Et simili semper.[27][28]

## Titoli
I Moncada di Paternò sono possessori dei seguenti titoli nobiliari:
- Principe di Paternò
- Duca di San Giovanni
- Conte di Adernò
- Conte di Caltanissetta
- Conte di Cammarata
- Grande di Spagna
- Barone del Grano Uno del tarì di frumento
- Barone della Meldola
- Barone della Motta di Sant’Anastasia
- Barone delle Foreste di Troina
- Barone delle onze 164 annuali sopra i caricatori del Regno
- Barone di Grottarossa
- Barone di Melilli
- Signore del Cugno
- Signore di Belpasso
- Signore di Biancavilla
- Signore di Campisotto
- Signore di Centorbi
- Signore di Deliella
- Signore di Fenicia Moncada
- Signore di Gallidoro
- Signore di Gauteri
- Signore di Graziano
- Signore di Gulfo
- Signore di Malpertuso o Nuova Fenice
- Signore di Nissoria
- Signore di Rapisi
- Signore di Stella d'Aragona
- Signore di Villanuova

## Albero genealogico
I linea dei Moncada dei Principi di Paternò (derivata dai Conti di Adernò e di Caltanissetta)
|            |            |         |         |                                        |                                        |                                                 |                                                                                     |                                                                     | | | | | |                                                                                           |                                                                                           |                                                                |                                                                |
|            |            |         |         |                                        |                                        |                                                 | Francesco, I principe di Paternò († 1566) Caterina Pignatelli dei conti di Borrello |                                                                     | | | | | |                                                                                           |                                                                                           |                                                                |                                                                |
|            |            |         |         |                                        |                                        |                                                 |                                                                                     |                                                                     | | | | | |                                                                                           |                                                                                           |                                                                |                                                                |
|            |            |         |         |                                        |                                        |                                                 |                                                                                     |                                                                     | | | | | |                                                                                           |                                                                                           |                                                                |                                                                |
| Ferdinando | Ferdinando | Camillo | Camillo | Fabrizio († 1579) Sofonisba Anguissola | Fabrizio († 1579) Sofonisba Anguissola | Giulia Pietro Barresi, principe di Pietraperzia | Giulia Pietro Barresi, principe di Pietraperzia                                     | Giovanna Pietro Gaetani, barone di Sortino                          | Giovanna Pietro Gaetani, barone di Sortino                                                                           | Cesare, II principe di Paternò († 1571) Aloisia de Luna dei duchi di Bivona                                                                                          | Cesare, II principe di Paternò († 1571) Aloisia de Luna dei duchi di Bivona                                                                                          | Isabella                                                                                            | Isabella                                                                                            | Lucrezia I Orazio Branciforte, conte di Raccuja, II Michele Spatafora, barone di Roccella | Lucrezia I Orazio Branciforte, conte di Raccuja, II Michele Spatafora, barone di Roccella |                                                                |                                                                |
|            |            |         |         |                                        |                                        |                                                 |                                                                                     |                                                                     | | | | | |                                                                                           |                                                                                           |                                                                |                                                                |
|            |            |         |         |                                        |                                        |                                                 |                                                                                     |                                                                     | | | | | |                                                                                           |                                                                                           |                                                                |                                                                |
|            |            |         |         |                                        |                                        |                                                 |                                                                                     |                                                                     | Isabella | Isabella | Francesco, III principe di Paternò († 1592) Maria d'Aragona La Cerda dei duchi di Montalto                                                                           | Francesco, III principe di Paternò († 1592) Maria d'Aragona La Cerda dei duchi di Montalto          | |                                                                                           |                                                                                           |                                                                |                                                                |
|            |            |         |         |                                        |                                        |                                                 |                                                                                     |                                                                     | | | | | |                                                                                           |                                                                                           |                                                                |                                                                |
|            |            |         |         |                                        |                                        |                                                 |                                                                                     |                                                                     | | | | | |                                                                                           |                                                                                           |                                                                |                                                                |
|            |            |         |         |                                        |                                        |                                                 |                                                                                     | Luisa (1586-1629) Eugenio de Padilla Manrique, conte di Santa Gadea | Luisa (1586-1629) Eugenio de Padilla Manrique, conte di Santa Gadea                                                  | Giovanni (1587-?) | Giovanni (1587-?) | Antonio, IV principe di Paternò (1589-1631) Juana de la Cerda y de la Cueva dei duchi di Medinaceli | Antonio, IV principe di Paternò (1589-1631) Juana de la Cerda y de la Cueva dei duchi di Medinaceli | Cesare (1593-1633)                                                                        | Cesare (1593-1633)                                                                        |                                                                |                                                                |
|            |            |         |         |                                        |                                        |                                                 |                                                                                     |                                                                     | | | | | |                                                                                           |                                                                                           |                                                                |                                                                |
|            |            |         |         |                                        |                                        |                                                 |                                                                                     |                                                                     | | | | | |                                                                                           |                                                                                           |                                                                |                                                                |
|            |            |         |         |                                        |                                        |                                                 |                                                                                     | Francesco (1613-1626)                                               | Francesco (1613-1626)                                                                                                | Luigi Guglielmo, V principe di Paternò (1614-1672) I María Enríquez de Ribera y de Moura dei duchi di Alcalá, II Catalina de Moncada y Castro dei marchesi di Aitona | Luigi Guglielmo, V principe di Paternò (1614-1672) I María Enríquez de Ribera y de Moura dei duchi di Alcalá, II Catalina de Moncada y Castro dei marchesi di Aitona | Marianna (1616-?) Francisco de Moura y Contereal, duca di Nocera                                    | Marianna (1616-?) Francisco de Moura y Contereal, duca di Nocera                                    | Ferdinando (1618-1628)                                                                    | Ferdinando (1618-1628)                                                                    | Ignazio (1619-1689) Anna Maria Gaetani dei marchesi di Sortino | Ignazio (1619-1689) Anna Maria Gaetani dei marchesi di Sortino |
|            |            |         |         |                                        |                                        |                                                 |                                                                                     |                                                                     | | | | | |                                                                                           |                                                                                           |                                                                |                                                                |
|            |            |         |         |                                        |                                        |                                                 |                                                                                     |                                                                     | | | | | |                                                                                           |                                                                                           |                                                                |                                                                |
|            |            |         |         |                                        |                                        |                                                 | I Antonio (1630-?)                                                                  | I Antonio (1630-?)                                                  | II Ferdinando, VI principe di Paternò (1644-1713) María Teresa Fajardo y Toledo y Portugal dei marchesi di Los Vélez | II Ferdinando, VI principe di Paternò (1644-1713) María Teresa Fajardo y Toledo y Portugal dei marchesi di Los Vélez                                                 | II Giovanni († infante) | II Giovanni († infante)                                                                             | II Federico († infante)                                                                             | II Federico († infante)                                                                   |                                                                                           | Ramo dei Duchi di San Giovanni e poi Principi di Paternò ·     | Ramo dei Duchi di San Giovanni e poi Principi di Paternò ·     |
|            |            |         |         |                                        |                                        |                                                 |                                                                                     |                                                                     | | | | | |                                                                                           |                                                                                           |                                                                |                                                                |
|            |            |         |         |                                        |                                        |                                                 |                                                                                     |                                                                     | | | | | |                                                                                           |                                                                                           |                                                                |                                                                |
|            |            |         |         |                                        |                                        |                                                 |                                                                                     |                                                                     | Caterina, VII principe di Paternò (1665-1727) Giuseppe Alvarez de Toledo, duca di Ferrandina                         | | | | |                                                                                           |                                                                                           |                                                                |                                                                |

II linea dei Moncada dei Principi di Paternò (derivata dai Duchi di San Giovanni e Conti di Cammarata)
|                                                             |                                                             |                                                                       |                                                                       | | |                               |                               | | |                                                                                             |                                                                        |                                        |                                        | | | |                                                                                                 |                                                                                            |                                                                                            |                                                                                  | |                                                                                             | | |                                                                  |                                                                  | | |                                                                             | | |                      |                      |                                                                                             |                                                                                             |                    |                    |                                                                   |                                                                   |
|                                                             |                                                             |                                                                       |                                                                       | | |                               |                               | | |                                                                                             |                                                                        |                                        |                                        | | | |                                                                                                 |                                                                                            |                                                                                            | Ignazio (1619-1689) Anna Maria Gaetani dei marchesi di Sortino                   | |                                                                                             | | |                                                                  |                                                                  | | |                                                                             | | |                      |                      |                                                                                             |                                                                                             |                    |                    |                                                                   |                                                                   |
|                                                             |                                                             |                                                                       |                                                                       | | |                               |                               | | |                                                                                             |                                                                        |                                        |                                        | | | |                                                                                                 |                                                                                            |                                                                                            |                                                                                  | |                                                                                             | | |                                                                  |                                                                  | | |                                                                             | | |                      |                      |                                                                                             |                                                                                             |                    |                    |                                                                   |                                                                   |
|                                                             |                                                             |                                                                       |                                                                       | | |                               |                               | | |                                                                                             |                                                                        |                                        |                                        | | | |                                                                                                 |                                                                                            |                                                                                            |                                                                                  | |                                                                                             | | |                                                                  |                                                                  | | |                                                                             | | |                      |                      |                                                                                             |                                                                                             |                    |                    |                                                                   |                                                                   |
|                                                             |                                                             |                                                                       |                                                                       | | |                               |                               | | |                                                                                             |                                                                        |                                        |                                        | | Luisa (1637-1708) I Girolamo Branciforte, duca di San Giovanni, II Lorenzo Lanza, conte di Mussomeli, III Giuseppe Branciforte, principe di Butera                | Luisa (1637-1708) I Girolamo Branciforte, duca di San Giovanni, II Lorenzo Lanza, conte di Mussomeli, III Giuseppe Branciforte, principe di Butera | Giovanna (1643-1651)                                                                            | Giovanna (1643-1651)                                                                       | Caterina (1644-1645)                                                                       | Caterina (1644-1645)                                                             | Ferdinando, duca di San Giovanni (1646-1712) Giovanna Branciforte dei duchi di San Giovanni                                                                     | Ferdinando, duca di San Giovanni (1646-1712) Giovanna Branciforte dei duchi di San Giovanni | Giuseppe, principe di Collerale (1648-?)                                                               | Giuseppe, principe di Collerale (1648-?)                                                               | Teresa (*† 1649)                                                 | Teresa (*† 1649)                                                 | | |                                                                             | | |                      |                      |                                                                                             |                                                                                             |                    |                    |                                                                   |                                                                   |
|                                                             |                                                             |                                                                       |                                                                       | | |                               |                               | | |                                                                                             |                                                                        |                                        |                                        | | | |                                                                                                 |                                                                                            |                                                                                            |                                                                                  | |                                                                                             | | |                                                                  |                                                                  | | |                                                                             | | |                      |                      |                                                                                             |                                                                                             |                    |                    |                                                                   |                                                                   |
|                                                             |                                                             |                                                                       |                                                                       | | |                               |                               | | |                                                                                             |                                                                        |                                        |                                        | | | |                                                                                                 |                                                                                            |                                                                                            |                                                                                  | |                                                                                             | | |                                                                  |                                                                  | | |                                                                             | | |                      |                      |                                                                                             |                                                                                             |                    |                    |                                                                   |                                                                   |
|                                                             |                                                             |                                                                       |                                                                       | | |                               |                               | | |                                                                                             |                                                                        |                                        |                                        | | | |                                                                                                 |                                                                                            |                                                                                            |                                                                                  | Luigi Guglielmo, duca di San Giovanni († 1743) I Giovanna Ventimiglia dei principi di Castelbuono, II Giovanna Beccadelli di Bologna dei principi di Camporeale |                                                                                             | | |                                                                  |                                                                  | | |                                                                             | | |                      |                      |                                                                                             |                                                                                             |                    |                    |                                                                   |                                                                   |
|                                                             |                                                             |                                                                       |                                                                       | | |                               |                               | | |                                                                                             |                                                                        |                                        |                                        | | | |                                                                                                 |                                                                                            |                                                                                            |                                                                                  | |                                                                                             | | |                                                                  |                                                                  | | |                                                                             | | |                      |                      |                                                                                             |                                                                                             |                    |                    |                                                                   |                                                                   |
|                                                             |                                                             |                                                                       |                                                                       | | |                               |                               | | |                                                                                             |                                                                        |                                        |                                        | | | |                                                                                                 |                                                                                            |                                                                                            |                                                                                  | |                                                                                             | | |                                                                  |                                                                  | | |                                                                             | | |                      |                      |                                                                                             |                                                                                             |                    |                    |                                                                   |                                                                   |
|                                                             |                                                             |                                                                       |                                                                       | | |                               |                               | | |                                                                                             |                                                                        |                                        |                                        | | | |                                                                                                 |                                                                                            | I Caterina († 1693)                                                                        | I Caterina († 1693)                                                              | I Ferdinando (1694-1726) Agata Branciforte dei principi di Leonforte                                                                                            | I Ferdinando (1694-1726) Agata Branciforte dei principi di Leonforte                        | I Francesco Rodrigo, VIII principe di Paternò (1696-1763) Giuseppina Ruffo dei marchesi della Scaletta | I Francesco Rodrigo, VIII principe di Paternò (1696-1763) Giuseppina Ruffo dei marchesi della Scaletta |                                                                  |                                                                  | | |                                                                             | | |                      |                      |                                                                                             |                                                                                             |                    |                    |                                                                   |                                                                   |
|                                                             |                                                             |                                                                       |                                                                       | | |                               |                               | | |                                                                                             |                                                                        |                                        |                                        | | | |                                                                                                 |                                                                                            |                                                                                            |                                                                                  | |                                                                                             | | |                                                                  |                                                                  | | |                                                                             | | |                      |                      |                                                                                             |                                                                                             |                    |                    |                                                                   |                                                                   |
|                                                             |                                                             |                                                                       |                                                                       | | |                               |                               | | |                                                                                             |                                                                        |                                        |                                        | | | |                                                                                                 |                                                                                            |                                                                                            |                                                                                  | |                                                                                             | | |                                                                  |                                                                  | | |                                                                             | | |                      |                      |                                                                                             |                                                                                             |                    |                    |                                                                   |                                                                   |
|                                                             |                                                             |                                                                       |                                                                       | | |                               |                               | | |                                                                                             |                                                                        |                                        |                                        | | | |                                                                                                 |                                                                                            | Maria Giovanna (*† 1736)                                                                   | Maria Giovanna (*† 1736)                                                         | Luigi Guglielmo (*† 1737) | Luigi Guglielmo (*† 1737)                                                                   | Maria Benedetta (*† 1738)                                                                              | Maria Benedetta (*† 1738)                                                                              | Bernardino Castrense, cavaliere dell'Ordine di Malta (1742-1761) | Bernardino Castrense, cavaliere dell'Ordine di Malta (1742-1761) | Giovanni Luigi, IX principe di Paternò (1745-1827) I Agata Branciforte dei principi di Scordia, II Giovanna del Bosco dei principi di Belvedere | Giovanni Luigi, IX principe di Paternò (1745-1827) I Agata Branciforte dei principi di Scordia, II Giovanna del Bosco dei principi di Belvedere |                                                                             | | |                      |                      |                                                                                             |                                                                                             |                    |                    |                                                                   |                                                                   |
|                                                             |                                                             |                                                                       |                                                                       | | |                               |                               | | |                                                                                             |                                                                        |                                        |                                        | | | |                                                                                                 |                                                                                            |                                                                                            |                                                                                  | |                                                                                             | | |                                                                  |                                                                  | | |                                                                             | | |                      |                      |                                                                                             |                                                                                             |                    |                    |                                                                   |                                                                   |
|                                                             |                                                             |                                                                       |                                                                       | | |                               |                               | | |                                                                                             |                                                                        |                                        |                                        | | | |                                                                                                 |                                                                                            |                                                                                            |                                                                                  | |                                                                                             | | |                                                                  |                                                                  | | |                                                                             | | |                      |                      |                                                                                             |                                                                                             |                    |                    |                                                                   |                                                                   |
|                                                             |                                                             |                                                                       |                                                                       | | |                               |                               | | |                                                                                             |                                                                        |                                        |                                        | | | I Francesco Rodrigo (1762-1816) Maria Giovanna Beccadelli di Bologna dei principi di Camporeale                                                    | I Francesco Rodrigo (1762-1816) Maria Giovanna Beccadelli di Bologna dei principi di Camporeale | I Maria Giuseppa (1764-1823) I Fabrizio Alliata, principe di Villafranca, II Thaddäus Lich | I Maria Giuseppa (1764-1823) I Fabrizio Alliata, principe di Villafranca, II Thaddäus Lich | I Salvatore (1765-1824)                                                          | I Salvatore (1765-1824) | I Beatrice (1766-1769)                                                                      | I Beatrice (1766-1769)                                                                                 | I Giovanna (*† 1767)                                                                                   | I Giovanna (*† 1767)                                             | I Caterina Teresa (1768-1769)                                    | I Caterina Teresa (1768-1769) | I Maria Teresa (1770-1837) Giuseppe Bonanno, principe della Cattolica                                                                           | I Maria Teresa (1770-1837) Giuseppe Bonanno, principe della Cattolica       | I Guglielmo (1773-1847) I Maria Concetta Spinelli dei duchi di Laurino, II Sebastiana Gallotti dei baroni Gallotti | I Guglielmo (1773-1847) I Maria Concetta Spinelli dei duchi di Laurino, II Sebastiana Gallotti dei baroni Gallotti | I Andrea (1774-1831) | I Andrea (1774-1831) | II Caterina (1795-1878) I Giuseppe Moncada, II Alphonse de Bauffremont, duca di Bauffremont | II Caterina (1795-1878) I Giuseppe Moncada, II Alphonse de Bauffremont, duca di Bauffremont | II Matteo (1797-?) | II Matteo (1797-?) | II Maria Agata (1803-1862) Carlo Filangieri, principe di Satriano | II Maria Agata (1803-1862) Carlo Filangieri, principe di Satriano |
|                                                             |                                                             |                                                                       |                                                                       | | |                               |                               | | |                                                                                             |                                                                        |                                        |                                        | | | |                                                                                                 |                                                                                            |                                                                                            |                                                                                  | |                                                                                             | | |                                                                  |                                                                  | | |                                                                             | | |                      |                      |                                                                                             |                                                                                             |                    |                    |                                                                   |                                                                   |
|                                                             |                                                             |                                                                       |                                                                       | | |                               |                               | | |                                                                                             |                                                                        |                                        |                                        | | | |                                                                                                 |                                                                                            |                                                                                            |                                                                                  | |                                                                                             | | |                                                                  |                                                                  | | |                                                                             | | |                      |                      |                                                                                             |                                                                                             |                    |                    |                                                                   |                                                                   |
|                                                             |                                                             |                                                                       |                                                                       | | |                               |                               | | | Agata (1781-?)                                                                              | Agata (1781-?)                                                         | Giovanni Luigi (1782-?)                | Giovanni Luigi (1782-?)                | Giovanna (1783-1784) | Giovanna (1783-1784) | Stefania (1786-1832) Antonio Naselli, principe del Cassaro                                                                                         | Stefania (1786-1832) Antonio Naselli, principe del Cassaro                                      | Giuseppe (1787-1814) Caterina Moncada                                                      | Giuseppe (1787-1814) Caterina Moncada                                                      | Pietro, X principe di Paternò (1789-1861) Giuseppa Bajada dei marchesi di Napoli | Pietro, X principe di Paternò (1789-1861) Giuseppa Bajada dei marchesi di Napoli                                                                                | Maria Costanza (1792-1876) Pietro Notarbartolo, duca di Villarosa                           | Maria Costanza (1792-1876) Pietro Notarbartolo, duca di Villarosa                                      | |                                                                  |                                                                  | | |                                                                             | (con discendenza)                                                                                                  | (con discendenza)                                                                                                  |                      |                      |                                                                                             |                                                                                             |                    |                    |                                                                   |                                                                   |
|                                                             |                                                             |                                                                       |                                                                       | | |                               |                               | | |                                                                                             |                                                                        |                                        |                                        | | | |                                                                                                 |                                                                                            |                                                                                            |                                                                                  | |                                                                                             | | |                                                                  |                                                                  | | |                                                                             | | |                      |                      |                                                                                             |                                                                                             |                    |                    |                                                                   |                                                                   |
|                                                             |                                                             |                                                                       |                                                                       | | |                               |                               | | |                                                                                             |                                                                        |                                        |                                        | | | |                                                                                                 |                                                                                            |                                                                                            |                                                                                  | |                                                                                             | | |                                                                  |                                                                  | | |                                                                             | | |                      |                      |                                                                                             |                                                                                             |                    |                    |                                                                   |                                                                   |
|                                                             |                                                             |                                                                       |                                                                       | | |                               |                               | | |                                                                                             |                                                                        |                                        |                                        | | | |                                                                                                 | Maria Giovanna (1816-1904) Giuseppe d’Ayala Valva dei marchesi di Valva                    | Maria Giovanna (1816-1904) Giuseppe d’Ayala Valva dei marchesi di Valva                    | Marianna (1818-1891) Fabrizio Alliata, duca di Pietratagliata                    | Marianna (1818-1891) Fabrizio Alliata, duca di Pietratagliata                                                                                                   | Corrado, XI principe di Paternò (1820-1895) Stefania Starrabba dei principi di Giardinelli  | Corrado, XI principe di Paternò (1820-1895) Stefania Starrabba dei principi di Giardinelli             | |                                                                  |                                                                  | | |                                                                             | | |                      |                      |                                                                                             |                                                                                             |                    |                    |                                                                   |                                                                   |
|                                                             |                                                             |                                                                       |                                                                       | | |                               |                               | | |                                                                                             |                                                                        |                                        |                                        | | | |                                                                                                 |                                                                                            |                                                                                            |                                                                                  | |                                                                                             | | |                                                                  |                                                                  | | |                                                                             | | |                      |                      |                                                                                             |                                                                                             |                    |                    |                                                                   |                                                                   |
|                                                             |                                                             |                                                                       |                                                                       | | |                               |                               | | |                                                                                             |                                                                        |                                        |                                        | | | |                                                                                                 |                                                                                            |                                                                                            |                                                                                  | |                                                                                             | | |                                                                  |                                                                  | | |                                                                             | | |                      |                      |                                                                                             |                                                                                             |                    |                    |                                                                   |                                                                   |
|                                                             |                                                             |                                                                       |                                                                       | | |                               |                               | | |                                                                                             |                                                                        |                                        |                                        | Maria Giuseppina (1860-1945) I Nicola Gaetani dell’Aquila d’Aragona, principe di Piedimonte, II Pietro Giovanni Battista Gallone, principe di Tricase e Moliterno | Maria Giuseppina (1860-1945) I Nicola Gaetani dell’Aquila d’Aragona, principe di Piedimonte, II Pietro Giovanni Battista Gallone, principe di Tricase e Moliterno | Pietro, XII principe di Paternò (1862-1920) Caterina Valguarnera dei principi di Niscemi                                                           | Pietro, XII principe di Paternò (1862-1920) Caterina Valguarnera dei principi di Niscemi        |                                                                                            |                                                                                            |                                                                                  | |                                                                                             | | |                                                                  |                                                                  | | Francesco Paolo, conte (1863-1940) Cristina Archinto dei marchesi di Parona                                                                     | Francesco Paolo, conte (1863-1940) Cristina Archinto dei marchesi di Parona | Livia (*† 1869) | Livia (*† 1869) |                      |                      |                                                                                             |                                                                                             |                    |                    |                                                                   |                                                                   |
|                                                             |                                                             |                                                                       |                                                                       | | |                               |                               | | |                                                                                             |                                                                        |                                        |                                        | | | |                                                                                                 |                                                                                            |                                                                                            |                                                                                  | |                                                                                             | | |                                                                  |                                                                  | | |                                                                             | | |                      |                      |                                                                                             |                                                                                             |                    |                    |                                                                   |                                                                   |
|                                                             |                                                             |                                                                       |                                                                       | | |                               |                               | | |                                                                                             |                                                                        |                                        |                                        | | | |                                                                                                 |                                                                                            |                                                                                            |                                                                                  | |                                                                                             | | |                                                                  |                                                                  | | |                                                                             | | |                      |                      |                                                                                             |                                                                                             |                    |                    |                                                                   |                                                                   |
|                                                             |                                                             |                                                                       |                                                                       | | |                               | Corrado (*† 1888)             | Corrado (*† 1888)                                                                                            | Ugo, XIII principe di Paternò (1890-1974) Giovanna Lanza Branciforte dei principi di Trabia                  | Ugo, XIII principe di Paternò (1890-1974) Giovanna Lanza Branciforte dei principi di Trabia |                                                                        |                                        |                                        | Stefania (1891-1973) Paolo Taverna, conte di Landriano | Stefania (1891-1973) Paolo Taverna, conte di Landriano | |                                                                                                 |                                                                                            | Maria Giulia (1894-1964) Giacomo Carrega Bertolini dei Principi di Lucedio                 | Maria Giulia (1894-1964) Giacomo Carrega Bertolini dei Principi di Lucedio       | |                                                                                             | | Corrado, conte Moncada (1895-1983) Teresa Patrizi Naro Montoro                                         | Corrado, conte Moncada (1895-1983) Teresa Patrizi Naro Montoro   | Giovanni (1898-?)                                                | Giovanni (1898-?) | Corrado (1896-1984) | Corrado (1896-1984)                                                         | | |                      |                      |                                                                                             |                                                                                             |                    |                    |                                                                   |                                                                   |
|                                                             |                                                             |                                                                       |                                                                       | | |                               |                               | | |                                                                                             |                                                                        |                                        |                                        | | | |                                                                                                 |                                                                                            |                                                                                            |                                                                                  | |                                                                                             | | |                                                                  |                                                                  | | |                                                                             | | |                      |                      |                                                                                             |                                                                                             |                    |                    |                                                                   |                                                                   |
|                                                             |                                                             |                                                                       |                                                                       | | |                               |                               | | |                                                                                             |                                                                        |                                        |                                        | | | |                                                                                                 |                                                                                            |                                                                                            |                                                                                  | |                                                                                             | | |                                                                  |                                                                  | | |                                                                             | | |                      |                      |                                                                                             |                                                                                             |                    |                    |                                                                   |                                                                   |
| Pietro, XIV principe di Paternò (1920-2001) Gisella Kastner | Pietro, XIV principe di Paternò (1920-2001) Gisella Kastner | Caterina (1922-1988) Oberto Carrega Bertolini dei Marchesi di Lucedio | Caterina (1922-1988) Oberto Carrega Bertolini dei Marchesi di Lucedio | Francesco Rodrigo, XV principe di Paternò (1925-2012) I Maria Concetta Verde, II Marion Grossniklaus | Francesco Rodrigo, XV principe di Paternò (1925-2012) I Maria Concetta Verde, II Marion Grossniklaus |                               |                               | Giuseppe, XVI principe di Paternò (1927-2013) I Maria Grazia Matarazzo dei Conti Matarazzo, II Laura Salmeri | Giuseppe, XVI principe di Paternò (1927-2013) I Maria Grazia Matarazzo dei Conti Matarazzo, II Laura Salmeri | Gastone (1928-1970) Maria Celeste Starrabba dei Marchesi di Sant'Agata                      | Gastone (1928-1970) Maria Celeste Starrabba dei Marchesi di Sant'Agata |                                        |                                        | Uberto (1931-2004) Giacomina Dusio | Uberto (1931-2004) Giacomina Dusio | |                                                                                                 | Ignazio (1932-2012) Maria Gabriella di Milia                                               | Ignazio (1932-2012) Maria Gabriella di Milia                                               |                                                                                  | Guglielmo, conte Moncada (1925-2011) Camilla Drummond Bucherer                                                                                                  | Guglielmo, conte Moncada (1925-2011) Camilla Drummond Bucherer                              | | |                                                                  |                                                                  | Giovanni Luigi (1928-2011) Joan Whelan | Giovanni Luigi (1928-2011) Joan Whelan |                                                                             | | |                      |                      |                                                                                             |                                                                                             |                    |                    |                                                                   |                                                                   |
|                                                             |                                                             |                                                                       |                                                                       | | |                               |                               | | |                                                                                             |                                                                        |                                        |                                        | | | |                                                                                                 |                                                                                            |                                                                                            |                                                                                  | |                                                                                             | | |                                                                  |                                                                  | | |                                                                             | | |                      |                      |                                                                                             |                                                                                             |                    |                    |                                                                   |                                                                   |
|                                                             |                                                             |                                                                       |                                                                       | | |                               |                               | | |                                                                                             |                                                                        |                                        |                                        | | | |                                                                                                 |                                                                                            |                                                                                            |                                                                                  | |                                                                                             | | |                                                                  |                                                                  | | |                                                                             | | |                      |                      |                                                                                             |                                                                                             |                    |                    |                                                                   |                                                                   |
|                                                             |                                                             | I Giovanna (1951) Corrado Pantanella                                  | I Giovanna (1951) Corrado Pantanella                                  | I Ugo, XVII principe di Paternò (1953) I Antonia Mercanti, II Rossella Tropiano                      | I Ugo, XVII principe di Paternò (1953) I Antonia Mercanti, II Rossella Tropiano                      | I Gaia (1961) Lorenzo Tonelli | I Gaia (1961) Lorenzo Tonelli | I Maria Guadalupe (1956) I Gabriele Alliata di Villafranca, II Guido Beer Boimond                            | I Maria Guadalupe (1956) I Gabriele Alliata di Villafranca, II Guido Beer Boimond                            | Giulia (1954) Francesco Petyx                                                               | Giulia (1954) Francesco Petyx                                          | Aloisia (1963) Christian J. Guetermann | Aloisia (1963) Christian J. Guetermann | Francesca (1965) Davide Traxler | Francesca (1965) Davide Traxler | Isabella (1967) | Isabella (1967)                                                                                 | Ruggero (1972) Silvia Maria Eugenia Baldassaria Mundula                                    | Ruggero (1972) Silvia Maria Eugenia Baldassaria Mundula                                    | Antonio, conte Moncada (1958) principessa Maria Luisa Radziwiłł                  | Antonio, conte Moncada (1958) principessa Maria Luisa Radziwiłł                                                                                                 | Caterina (1969) Pierpaolo Sarram                                                            | Caterina (1969) Pierpaolo Sarram                                                                       | Alberto (1958) Gabriella Lorenzotti                                                                    | Alberto (1958) Gabriella Lorenzotti                              | Valentina (1959) Luiz Fontes Williams                            | Valentina (1959) Luiz Fontes Williams | Benedetta (1961) | Benedetta (1961)                                                            | Francesco (1967) Marina Caprotti                                                                                   | Francesco (1967) Marina Caprotti                                                                                   |                      |                      |                                                                                             |                                                                                             |                    |                    |                                                                   |                                                                   |
|                                                             |                                                             |                                                                       |                                                                       | | |                               |                               | | |                                                                                             |                                                                        |                                        |                                        | | | |                                                                                                 |                                                                                            |                                                                                            |                                                                                  | |                                                                                             | | |                                                                  |                                                                  | | |                                                                             | | |                      |                      |                                                                                             |                                                                                             |                    |                    |                                                                   |                                                                   |
|                                                             |                                                             |                                                                       |                                                                       | | |                               |                               | | |                                                                                             |                                                                        |                                        |                                        | | | |                                                                                                 |                                                                                            |                                                                                            |                                                                                  | |                                                                                             | | |                                                                  |                                                                  | | |                                                                             | | |                      |                      |                                                                                             |                                                                                             |                    |                    |                                                                   |                                                                   |
|                                                             |                                                             |                                                                       |                                                                       | I Francesca (1984)                                                                                   | I Francesca (1984)                                                                                   |                               |                               | | |                                                                                             |                                                                        |                                        |                                        | | | | Costanza (2018)                                                                                 | Costanza (2018)                                                                            | Manfredi (2020)                                                                            | Manfredi (2020)                                                                  | | Lucrezia (1991)                                                                             | Lucrezia (1991)                                                                                        | Giovanni (1993)                                                                                        | Giovanni (1993)                                                  | Corrado (2002)                                                   | Corrado (2002) | | Sofia (2006)                                                                | Sofia (2006) | Pietro (2008) | Pietro (2008)        |                      |                                                                                             |                                                                                             |                    |                    |                                                                   |                                                                   |